# Lligament inguinal
El lligament inguinal, Lligament de Poupart o arc crural, és un lligament estès obliquament, en l'home, des de l'espina ilíaca anterior i superior a l'espina del pubis. La seva anatomia és molt important per operar pacients d'hèrnia.

## Anatomia
Forma la base del conducte inguinal a través del qual es pot desenvolupar una hèrnia inguinal indirecta.
El lligament inguinal corre des de l'espina ilíaca anterior i superior de l'ili fins a l'espina del pubis de l'os púbic. És format per l'aponeurosi obliqua abdominal externa i és continu amb la fàscia lata de la cuixa.
Hi ha alguna disputa sobre les adjuncions.

## Epònims
És referit incorrectament com el lligament de Poupart, perquè Poupart li donava molta rellevància en la reparació hernial (el nomenava "le suspenseur de l'abdomen", el sostenidor de l'abdomen).

## Funció
El lligament serveix per contenir teixits suaus mentre corren anteriorment cap a les extremitats inferiors. Aquesta estructura demarca la frontera superior del triangle femoral.

## Imatges addicionals

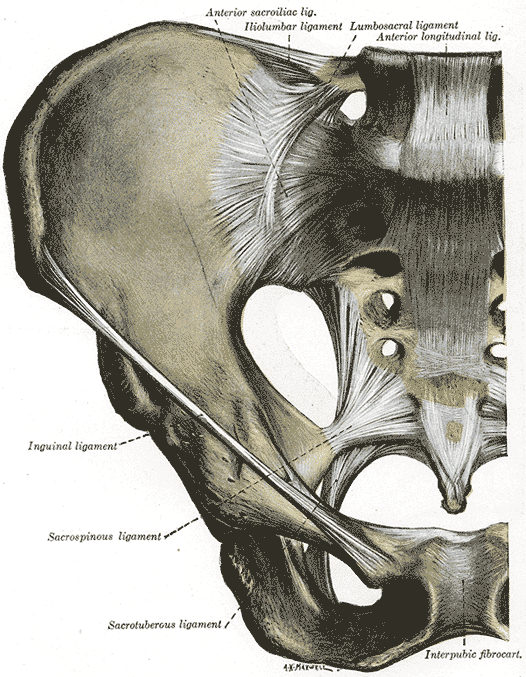
Articulacions de pelvis. Vista anterior.
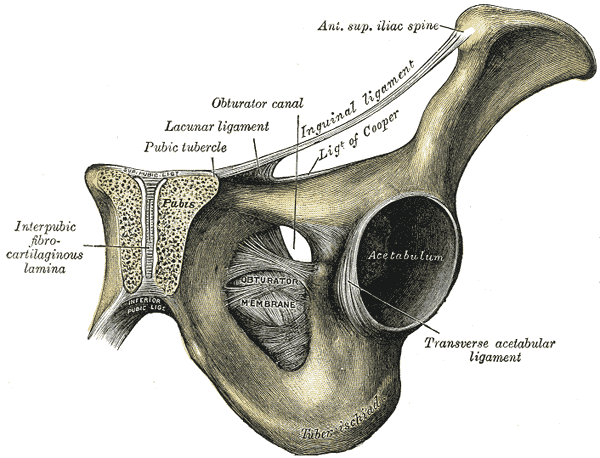
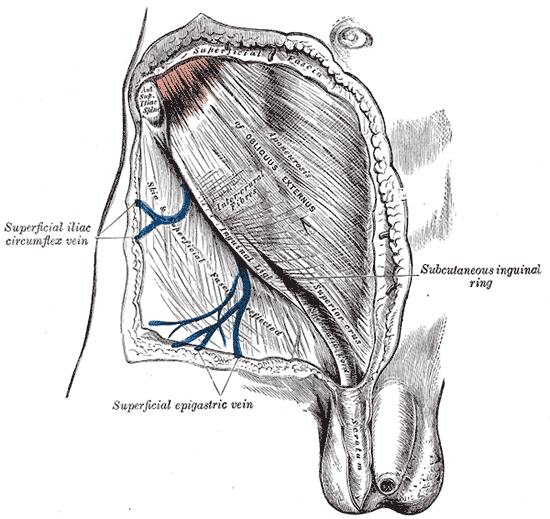
L'anell inguinal subcutani.
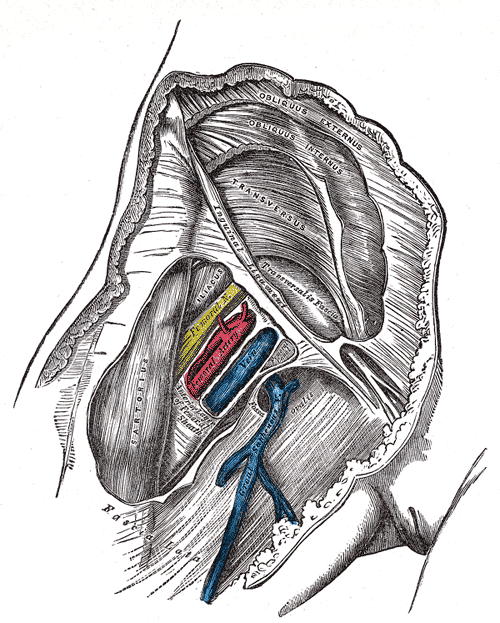
La funda Femoral oberta per mostrar els seus tres compartiments.

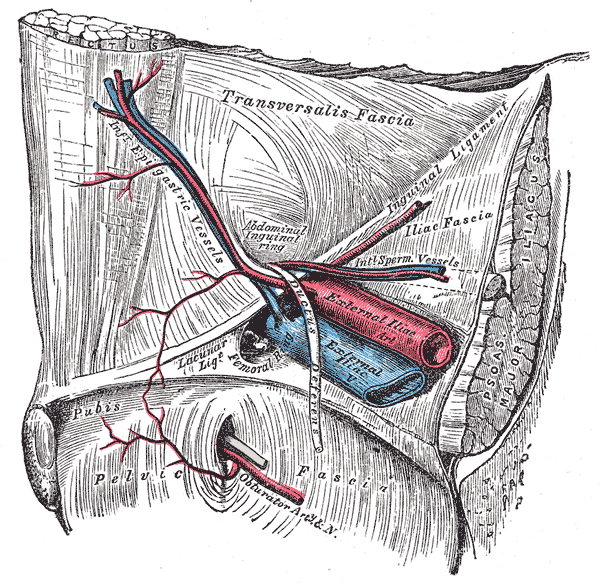
Les relacions dels anells inguinal femoral i abdominals, vistos de dins de l'abdomen. Bé costat.
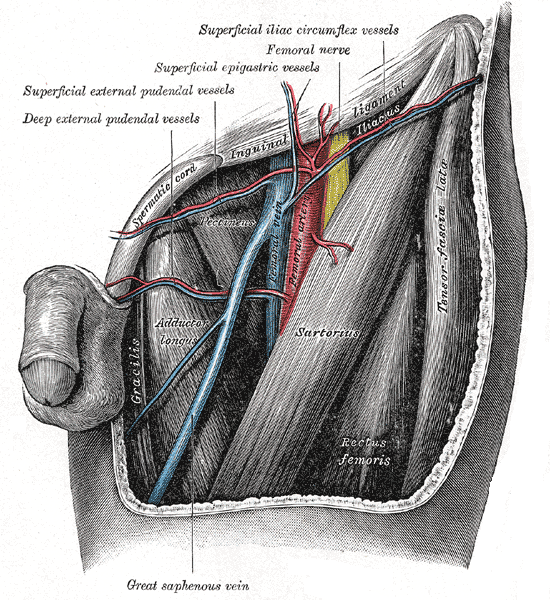
El triangle femoral de l'esquerra.
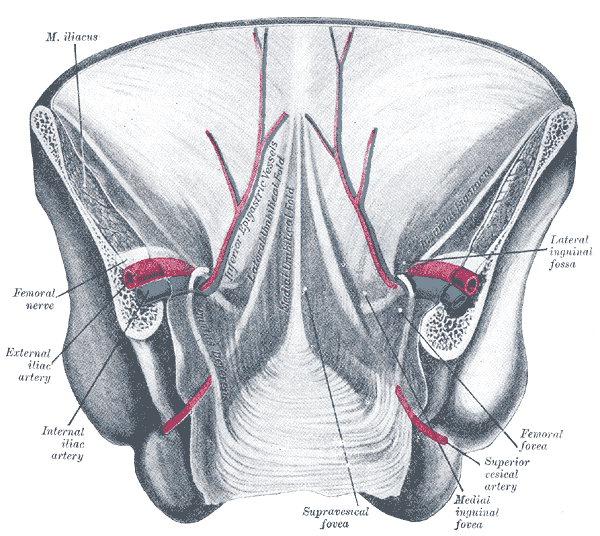
Vista posterior de la paret abdominal anterior en la seva meitat més baixa. El peritoneu és a lloc, i els diversos cordons s'estan filtrant.